# 倫諾克斯和阿丁頓縣
伦诺克斯和阿丁顿县（英語：County of Lennox and Addington），简称伦诺克斯-阿丁顿（Lennox Addington）是加拿大安大略省東南部一個地方行政區，東南瀕臨安大略湖，西南接愛德華王子縣，西鄰黑斯廷斯縣，北臨倫弗魯縣，東及弗隆特納克縣，縣治設於大納潘尼。據2011年人口普查所示，倫諾克斯和阿丁頓縣有41824名居民。
上加拿大政府於1792年設立倫諾克斯縣和阿丁頓縣，但當時只作選舉、民兵防衛、勘探和土地註冊之用，沒有地方行政功能；兩縣的實際行政事務由米德蘭區（District of Midland）負責。倫諾克斯縣以第三代里奇蒙公爵查爾斯·倫諾克斯命名，而阿丁頓縣則以第一代西德默斯子爵亨利·阿丁頓命名。區級行政區別於1849年取消，其行政功能由縣級行政區別取代，倫諾克斯縣和阿丁頓縣自此與弗隆特納克縣聯合管理。1863年，倫諾克斯和阿丁頓申請脫離弗隆特納克縣自組縣級行政區，並於1864年9月30日獲批准設縣。

## 轄區
- 大納潘尼鎮（Town of Greater Napanee）
- 阿丁頓高地鄉（Township of Addington Highlands）
- 忠誠鄉（Township of Loyalist）
- 石磨坊鄉（Township of Stone Mills）

## 外部連結
- （英文）倫諾克斯和阿丁頓縣官方網站 （页面存档备份，存于）